# Enrico Arrigoni
Enrico Arrigoni (seudónimo: Frank Brand) (20 de febrero de 1894 Pozzuolo Martesana, Provincia de Milán- Ciudad de Nueva York; 7 de diciembre de 1986 ) fue un anarcoindividualista ítalo-estadounidense además de albañil, escritor de teatro, aventurero y activista político influenciado por la filosofía de Max Stirner.

## Vida y activismo
Tomó el seudónimo "Brand" de un personaje ficticio de una de las obras de teatro de Henrik Ibsen. En los 1910 comenzó a envolverse en los grupos anarquistas y antimilitaristas alrededor de Milán. Desde esa década hasta la siguiente participó en actividades anarquistas e insurrecciones populares en varios países incluyendo Suiza, Alemania, Hungría, Argentina y Cuba.
Desde la década de los años 1920 en adelante comenzó a vivir en la Ciudad de Nueva York y allí editó la publicación anarcoindividualista ecléctica Eresia en 1928. También escribió para otras publicaciones anarquistas italoestadounidenses como L' Adunata dei refrattari, Cultura Obrera, Controcorrente e Intessa Libertaria. Durante la guerra civil española, fue a pelear en el bando anarquista pero fue arrestado y fue ayudado en su salida de la prisión por Emma Goldman. Después regreso a la Ciudad de Nueva York y se hizo un miembro a largo plazo del Libertarian Book Club (Club del Libro Libertario) de esa ciudad. Vivió en los Estados Unidos como inmigrante ilegal.
Durante la década de los 1960s ayudó a los anarquistas cubanos que sufrían la represión del recientemente establecido gobierno marxista-leninista de Fidel Castro. Junto al anarquista cubano exiliado Manuel Ferro comenzó "una campaña en Italia...Fueron a la publicación anarquista más importante de ese país,Umanita Nova , la publicación oficial de la Federazione Anarchica Italiana, con el objetivo principal de contrarrestar la influencia innegable de L’Adunata en la comunidad anarquista italoestadounidense, y especialmente en tanto responder una serie de artículos a favor de la Revolución Cubana publicados en ese semanario por Armando Borghi. Umanita Nova rehusó publicar los artículos escritos por Ferro (traducidos por Arrigoni), argumentando que no querían crear una polémica. En ese punto Arrigoni los acusó de estar siendo pagados por los comunistas, y eventualmente publicaron las respuestas de Ferro a Borghi. Meses después, Borghi - ignorando los puntos de Ferro - publicaron una nueva defensa del Castrismo en L’Adunata, pero Umanita Nova rehusó publicar la respuesta de Ferro a estos." Arrigoni también tradujo artículos escritos por Ferro los cuales "fueron publicados en la prensa anarquista de Francia, Italia, México y Argentina. De acuerdo con Ferro, “En la mayoría de los círculos (estos artículos) fueron recibidos con desagrado", debido al "entusiasmo" con el cual la Revolución Cubana había sido recibida en estos. Pero en otros casos los anarquistas se movilizaron a favor de la causa de los anarquista cubanos. Reconstruir en Buenos Aires, cuyos publicadores, Colectivo, se identificaron del todo con los anarquistas cubanos, y publicaron todos los escritos de Ferro."
Arrigoni murió en la Ciudad de Nueva York a la edad de 90 años el 7 de diciembre de 1986.
El anarquista estadounidense Hakim Bey en 1991 habló sobre Arrigoni en esta forma: "Como los Stirneristas italianos (quienes nos influenciaron a través de nuestro desaparecido amigo Enrico Arrigoni) nosotros apoyamos todas las corrientes aantiautoritarias a pesar de sus aparentes contradicciones."

## Escritos
- The totalitarian nightmare (1975)
- The lunacy of the Superman (1977)
- Adventures in the country of the monoliths (1981)
- Freedom: my dream (1986)